# Кребиль, Альберт Генри
Альберт Генри Кребиль (англ. Albert Henry Krehbiel; 1873—1945) — американский художник-импрессионист. В конце своей карьеры экспериментировал в модернистской манере (направление синхромизм). Также много лет работал педагогом.

## Биография
Родился 25 ноября 1873 года в городе Denmark, штат Айова.
В 1879 году вся семья переехала в город Ньютон, штат Канзас, где его отец был видным деятелем меннонитов (христианская группа), позже — соучредителем колледжа Bethel College.
В 1898 году Альберт со своим младшим братом Фредом приехал в Чикаго и поступил в Чикагский институт искусств. В 1902 году окончил его, получив стипендию для обучения за рубежом. В 1903 году, приехав во Францию, в течение трёх лет учился в Академии Жулиана у известного живописца Жана-Поля Лорана. В академии был удостоен четырёх золотых медалей, став единственным американцем, заслужившим такое признание; также получил Римскую премию. В 1905 году он получил возможность представить две свои работы на знаменитую ежегодную выставку, организованную Société des Artistes Français, которая известна как Парижский салон.
Когда Кребиль вернулся в Соединенные Штаты, ему было поручено в 1906 году спроектировать и нарисовать фреску на стене Чикагского суда по делам несовершеннолетних. В 1907 году специальной комиссией он был единогласно отобран в национальном конкурсе на лучший проект и роспись потолка для Верховного и апелляционного суда штата Иллинойс в Спрингфилде, столице штата. Работа началась в 1907 году и была закончена в 1911 году. Работу Альберта Крехбила высоко оценил архитектор этого здания William Carbys Zimmerman.
В 1918 и 1919 годах художник проводил лето в арт-колониях в Санта-Монике, Калифорния, и Санта-Фе, Нью-Мексико. C 1920 по 1923 годы он проводил летнее время исключительно в Санта-Фе, став членом местной художественной колонии. Летом 1922 и 1923 годов Кребиль был приглашен в музей Нью-Мексико (англ. Museum of New Mexico) в Санта-Фе, чтобы участвовать в программе Visiting Artists Program, проводившейся в губернаторском дворце Palace of the Governors, где среди участников был один из основоположников Школы мусорных вёдер — Роберта Генри.
Вместе с другими художниками Кребиль был членом ассоциации Taos Society of Artists, где проводил выставки своих работ. Он был членом факультета искусств в Институте искусств Чикаго в течение 39 лет и в Armour Institute of Technology (позже — Иллинойсский технологический институт) 32 года. В 1926 году художник принял участие в организации школы Chicago Art Institute Summer School of Painting (позднее названной Ox-Bow) в городе Saugatuck, штат Мичиган, где провел большую часть своей последующей жизни, занимаясь преподаванием живописи. В 1934 году в этом же городе Альберт Кребиль открыл собственную летнюю школу искусств, названную AK Studio.
Умер от сердечного приступа 29 июня 1945 года в городе Эванстон, штат Иллинойс, во время подготовки к путешествию по Иллинойсу и Канзасу. Его смерть произошла через несколько дней после его ухода на пенсию из Иллинойсского технологического института, хотя он согласился преподавать ещё один год в Институте искусств Чикаго.
За свою художественную карьеру Кребиль был удостоен многих наград, был участником престижных выставок. Его работы находятся в музеях и частных коллекциях США.
Альберт Генри Кребиль был женат на художнице Дуле Эванс.